# Белый дом
Бе́лый дом (англ. the White House) — официальная резиденция президента США, а также один из символов Соединённых Штатов и одно из самых известных зданий в мире. Располагается в Вашингтоне (округ Колумбия) по почтовому адресу: Пенсильвания-авеню, 1600 (англ. 1600 Pennsylvania Avenue, Washington, D.C. 20500). Официальным название «Белый дом» стало лишь в 1901 году по распоряжению Теодора Рузвельта. В журналистском языке словосочетание «Белый дом» употребляется как синоним администрации президента США (аналогично «Кремль», «Елисейский дворец» и т. п.).
Ирландский архитектор Джеймс Хобан спроектировал резиденцию в неоклассическом стиле. С 1792 по 1800 год шло строительство. Использовался окрашенный в белый цвет песчаник Аквайя-крик. В 1801 году Томас Джефферсон переехал в дом. Чтобы скрыть конюшни и хранилища, он вместе с архитектором Бенджамином Генри Латробом добавил низкие колоннады на каждом крыле.
Дом занял 2-е место в списке Американского института архитекторов «Любимая архитектура Америки» в 2007 году.

## История
Белый дом был официальной резиденцией всех президентов США, за исключением Джорджа Вашингтона, занимавшего эту должность с 1789 по 1797 год, так как при нём Белого дома ещё не существовало. На момент завершения строительства Белого дома, с субботы 1 ноября 1800 года, первым президентом, занимавшим дом, стал Джон Адамс. Дом президента в Филадельфии стал отелем и в 1832 году был разрушен, а президентский особняк, который не использовался, стал домом для университета штата Пенсильвании. В августе 1814 года Белый дом был сожжён британцами, после чего реконструирован и восстановлен.
Дом Президента был основной функцией плана Пьера (Питера) Шарля Ланфана относительно недавно установленного федерального города Вашингтона, округ Колумбия (см.: L’Enfant Plan). На конкурсе дизайнеров был выбран архитектор Белого дома, после чего он получил девять предложений, а также одно представленное анонимно Томасом Джефферсоном.
Здание спроектировано Хобаном под сильным влиянием стилистики верхних этажей отеля «Ленстер-хаус» в Дублине, позже ставшего резиденцией парламента Ирландии — эряхтаса (ирл. Oireachtas). По некоторым предположениям, Томас Джефферсон в 1789 году, путешествуя, посетил Бордо, где побывал в Школе архитектуры (архитектурный колледж Бордо) и просмотрел там в архиве копии чертежей архитектора Матюрена Салата, предназначенные для строительства в Ла-Башеллери (неподалёку от Бордо) усадьбы, известной как Шато де Растиньяк, построенной впоследствии в 1811—1817 гг. в палладианском стиле. После возвращения в США он рассказал об увиденном Вашингтону, Хобану, Монро и Бенджамину Генри Латроубу.
Президентская резиденция представляет собой особняк в палладианском стиле (архитектор Джеймс Хобан). Строительство началось 13 октября в 1792 году, закончилось 1 ноября 1800 года. Здание называли по-разному: «Президентским дворцом», «Президентским особняком» или «Президентским домом». В 1811 году зарегистрировано первое свидетельство того, что публика назвала его «Белой палатой».
В 1895 году, при президенте Гровере Кливленде, рождественскую ёлку в Белом Доме впервые украсили электрической гирляндой.
В начале XX века в связи с тем, что существующих комнат в особняке оказалось недостаточно, было построено Западное крыло Белого дома. С 1909 года рабочее место президента находится в Овальном кабинете в этом крыле здания.
В 1942 году рядом с Белым домом было построено бомбоубежище (современный Президентский оперативный центр по чрезвычайным ситуациям) и над ним было построено Восточное крыло Белого дома.
В 1948 году, когда здание Белого дома находилось под угрозой разрушения, президент Трумэн вынужден был начать реконструкцию, на время которой переселился в Блэр-Хаус через дорогу, где жил и работал с 1949 по 1951 год. Общая сумма трат на ремонт составила приблизительно 5,7 млн долларов (54 млн долларов в 2018 году). В ходе реконструкции были снесены все внутренние конструкции, включая стены. Таким образом, от исторического Белого дома остались только внешние стены.
В 1965 году леди Бёрд переименовала Восточный сад Белого дома в честь своей предшественницы Джеки Кеннеди. Сад Белого дома дважды в год открывается для публики — эту традицию заложила в 1972 году Пэт Никсон.
В 1980-х годах Нэнси Рейган провела косметический ремонт Белого дома, на который ушло 800 тысяч долларов. Ещё 200 тысяч из суммы частных пожертвований она потратила на покупку нового фарфорового сервиза для резиденции, за что подверглась сильной критике.

## Описание
В Белом доме шесть этажей:
- два цокольных,
- два для общественных приёмов,
- два для семьи президента.

Посетители, приходящие в Белый дом на экскурсию, имеют возможность увидеть красивые интерьеры, исторические помещения, включая Восточную комнату, Зелёную комнату, Голубую комнату, Красную комнату и Столовую для официальных мероприятий. Эти помещения используются президентом и первой леди для приёма гостей из других стран. В Овальном кабинете президент осуществляет свою деятельность по управлению страной — подписывает законопроекты и правительственные распоряжения, а также встречается со своими сотрудниками, посетителями и гостями. В 2025 году планируется начать строительство Бального зала для крупных официальных мероприятий.

## В культуре и искусстве
- Белый дом изображён на банкноте в 20 долларов.

В кинофильмах и сериалах
- Карточный домик
- Это мой Буш!
- Скандал
- Последний кандидат
- Положение дел
- Политиканы
- Пенсильвания-авеню, 1600
- Западное крыло
- Женщина-президент
- Штурм Белого дома
- Падение Олимпа
- Джеки
- Американская история преступлений (3 сезон, 2021)
- Сокровище нации
- Сокровище нации: Книга тайн

## Галерея
- Овальный кабинет
- Комната Рузвельта
- Президентская столовая на втором этаже (2008 г.)
- Парадная столовая
- Красная комната
- Центральный холл второго этажа в 2001 г.
- Восточный зал (потолок высотой около 7 м)
- Парадная лестница
- Вестибюль (Гранд фойе) в 1904 г.
- Китайская комната
- Семейная столовая (февраль 2015 г.)